# 准噶爾-阿拉套國家公園
45°0′N 80°0′E / 45.000°N 80.000°E

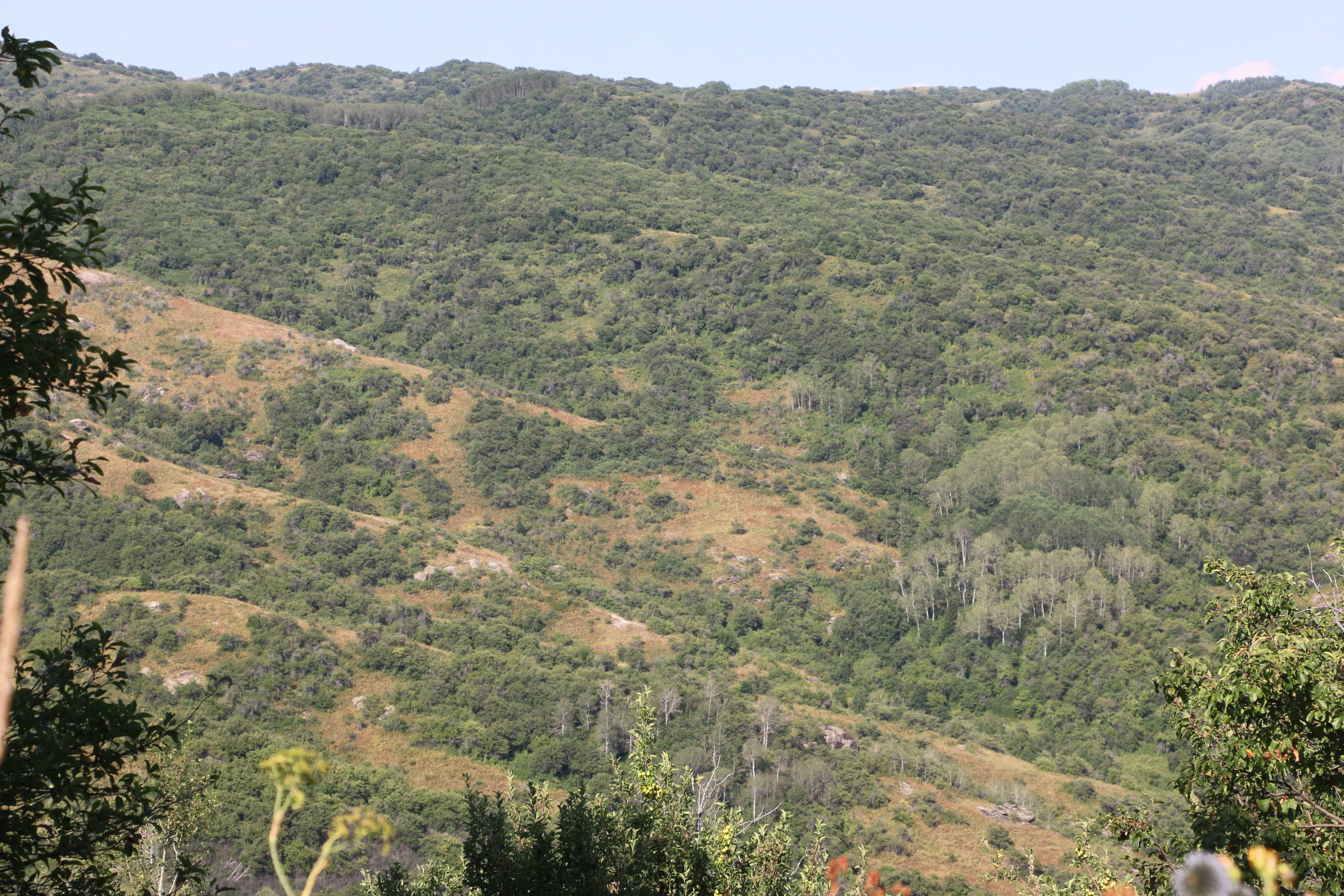

准噶爾-阿拉套國家公園是哈萨克斯坦的國家公園，位於該國東南部杰特苏州的潘菲洛夫区、阿克苏区和阿拉科尔区，處於阿拉木圖東北面300公里，成立於2010年4月30日，面積36平方公里，每年平均降雨量362毫米。